# 人体 神秘の巨大ネットワーク
『人体 神秘の巨大ネットワーク』（じんたい しんぴのきょだいネットワーク）は、2017年から2025年までの予定の『NHKスペシャル』の大型特別企画で、日本のドキュメンタリー特別番組。

## 概要
「NHKスペシャル」の『驚異の小宇宙 人体』『人体II 脳と心』『人体III 遺伝子』シリーズに連なる大型特別企画。

## 出演者

### 司会
- タモリ（28年ぶりに「人体シリーズ」の司会）
- 山中伸弥（京都大学iPS細胞研究所所長・教授）

2人は新番組『知的探求フロンティア タモリ・山中伸弥の!?（びっくりはてな）』で、引き続き司会を務める。

### アシスタント
- 久保田祐佳（NHKアナウンサー）
- 近江友里恵（NHKアナウンサー、特別番組）

### ナレーション
- 池松壮亮
- 久保田祐佳（NHKアナウンサー）
- 近江友里恵（NHKアナウンサー、特別番組）
- 板垣李光人（OPCG）

## 主要スタッフ
※2025年時点
- 音楽：川井憲次
- ボーカル（テーマ曲）：坂本美雨
- 声の出演：81プロデュース
- 題字：西山鳳陽、西山佳邨
- 制作：NHKエデュケーショナル
- 制作・著作：NHK

## 放送内容

### 神秘の巨大ネットワーク
| 集         | 放送日時                    | タイトル                             | ゲスト                                     |
| ---------- | --------------------------- | ------------------------------------ | ------------------------------------------ |
| プロローグ | 2017年9月30日 21:00 - 22:00 | 神秘の巨大ネットワーク               | 石原さとみ、博多大吉（博多華丸・大吉）     |
| 1          | 10月1日 21:00 - 21:50       | “腎臓”が寿命を決める                 | 石原さとみ、北島康介                       |
| 2          | 11月5日 21:00 - 21:50       | 驚きのパワー!“脂肪と筋肉”が命を守る  | 松岡茉優、春日俊彰（オードリー）、宮川大輔 |
| 特別番組   | 2018年1月6日 22:30 - 23:00  | タモリ×山中伸弥の「人体」            | -                                          |
| 3          | 1月7日 21:15 - 22:05        | “骨”が出す!最高の若返り物質          | 木村佳乃、石田明（NON STYLE）、藤井隆      |
| 4          | 1月14日 21:00 - 21:50       | 万病撃退!“腸”が免疫の鍵だった        | 小島瑠璃子、田中将大                       |
| 5          | 2月4日 21:00 - 21:50        | “脳”すごいぞ!ひらめきと記憶の正体    | 菅野美穂、又吉直樹（ピース）               |
| 6          | 3月18日 21:00 - 21:50       | “生命誕生”見えた!母と子 ミクロの会話 | 木村佳乃、パトリック・ハーラン             |
| 7          | 3月25日 21:00 - 21:50       | “健康長寿”究極の挑戦                 | 樹木希林、石原さとみ                       |

※第3集は当初2017年12月3日 21:00 - 21:50に放送される予定であったが、NHKスペシャル『皇位継承へ 素顔の"新天皇"』（21:00 - 22:13）に差し替えられたため、第3・4集が延期となった。
※未公開シーンを追加した特別版も放送された。

### 遺伝子
| 集 | 放送日時              | タイトル                         | ゲスト                 |
| -- | --------------------- | -------------------------------- | ---------------------- |
| 1  | 5月5日 21:00 - 21:49  | あなたの中の宝物 “トレジャーDNA” | 石原さとみ、鈴木亮平   |
| 2  | 5月12日 21:00 - 21:49 | “DNAスイッチ”が運命を変える      | 石原さとみ、阿部サダヲ |

※未公開シーンを追加した特別版も放送された。

### 命とは何か
| 集     | 放送日時                  | タイトル                      | ゲスト               |
| ------ | ------------------------- | ----------------------------- | -------------------- |
| 直前SP | 2025年4月26日 8:15 - 8:59 | タモリ×山中伸弥の人体Ⅲ        | -                    |
| 1      | 4月27日 21:00 - 21:49     | 命の源 細胞内ワンダーランド   | MISIA、澤穂希        |
| 2      | 5月11日 21:00 - 21:49     | 細胞40兆 限りあるから命は輝く | 天海祐希、石川佳純   |
| 3      | 5月25日 21:00 - 21:49     | 命のつながり 細胞40億年の旅   | 米倉涼子、池江璃花子 |
| 4      | 6月15日 21:00 - 21:49     | 果てしなき命の探求            | -                    |

## シリーズ 人体 特別版
2018年11月13日からNHK BS1で『シリーズ 人体 特別版』を放送。NHKスペシャルで放送されたものを再構成したものでスタジオ部分のやりとりがないなど番組の構成が若干異なる。
2020年7月4日には『人体vsウイルス 驚異の免疫ネットワーク』と題して、「免疫系」を中心に新型コロナウイルス関連の情報をテーマとした。
2021年7月19日には「超人たちの人体 〜アスリート 限界への挑戦〜」と題して、スポーツ界のトップアスリートに焦点をあてた。

### ナレーション・アシスタント
- 池松壮亮[2]
- 吹越満[2]
- 上田早苗（NHKアナウンサー）[2]
- 桑子真帆（2020年出演、NHKアナウンサー）
- 赤木野々花（2020年アシスタント、NHKアナウンサー）
- 仲野太賀（2020年ナレーション）
- 81プロデュース（2020・2021年声の出演）
- 杉浦友紀（2021年アシスタント、NHKアナウンサー）
- 豊原謙二郎、久保田祐佳（2021年ナレーション、NHKアナウンサー）

### 放送内容（特別版）
| 集                          | 放送日時                                   | タイトル                 | ゲスト               |
| --------------------------- | ------------------------------------------ | ------------------------ | -------------------- |
| プロローグ                  | 2018年11月13日 22:00 - 22:50               | 神秘の巨大ネットワーク   | -                    |
| 1                           | 11月14日 22:00 - 22:50                     | 腎臓が寿命を決める       | -                    |
| 2                           | 11月17日 22:00 - 22:50                     | 脂肪と筋肉が命を守る     | -                    |
| 3                           | 11月24日 22:00 - 22:50                     | 骨が出す最高の若返り物質 | -                    |
| 4                           | 12月1日 22:00 - 22:50                      | 腸が免疫の鍵             | -                    |
| 5                           | 12月8日 22:00 - 22:50                      | “脳”ひらめきと記憶       | -                    |
| 6                           | 12月22日 22:00 - 22:50                     | 生命誕生                 | -                    |
| 7                           | 12月29日 22:00 - 22:50                     | 健康長寿                 | -                    |
|                             | 2020年7月4日 19:30 - 20:43                 | 人体vsウイルス           | 石原さとみ、福岡堅樹 |
| 2021年7月19日 19:30 - 20:43 | 超人たちの人体 〜アスリート 限界への挑戦〜 | 吉田沙保里、福岡堅樹     |                      |

## 関連番組

### 人体くん
Eテレで放送された当シリーズの入門編。小便小僧風キャラクターの人体くん（声：有野晋哉（よゐこ））が、人間の体にまつわる疑問を出題する。番組タイトルや解説イラストでは、ストレッチマンのイラストレーションが使われている。武井壮がレギュラー出演、サブキャラにはロッチが扮している。

#### 主要スタッフ（人体くん）
- ディレクター：角田知慧理、細川啓介
- プロデューサー：加藤上太郎
- 制作統括：千代木太郎
- 制作・著作：NHK

#### 放送リスト（人体くん）
| 集 | 放送日時                    | テーマ   | ゲスト   | サブキャラ     | 解説                                   |
| -- | --------------------------- | -------- | -------- | -------------- | -------------------------------------- |
| 1  | 2017年9月29日 18:55 - 19:25 | おしっこ | 芦田愛菜 | 腎臓くん       | 松本成史（旭川医科大学病院医師）       |
| 2  | 2018年1月4日 18:20 - 18:49  | うんこ   | 池田美優 | 小腸・大腸くん | 辨野義己（理化学研究所特別招聘研究員） |

### バビブベボディ
Eテレで放送された、子ども向け医学番組。臓器を楽器に見立てるなど、当シリーズの最先端医学映像などを駆使して、カラダのしくみにわかりやすく迫る。

#### 主要スタッフ（バビブベボディ）
- 音楽：水野良樹（いきものがかり（「ゾゾゾゾーキ」作曲）、joe daisque
- コーナー演出：村田俊平
- 総合指導：中村洋基
- 制作協力：ギークピクチュアズ
- 制作：NHKエデュケーショナル
- 制作・著作：NHK

#### 放送リスト（バビブベボディ）
| 集           | 放送日時                  | テーマ          | 出演                                           |
| ------------ | ------------------------- | --------------- | ---------------------------------------------- |
| パイロット版 | 2018年3月22日 9:30 - 9:40 | 大腸 〜うんち〜 | きゃりーぱみゅぱみゅ、大水洋介（ラバーガール） |
| 1            | 8月13日 9:20 - 9:30       | 腎臓            |                                                |
| 2            | 8月14日 9:20 - 9:30       | 骨              | 中嶋野々子                                     |
| 3            | 8月15日 9:20 - 9:30       | 大腸            | -                                              |
| 4            | 8月16日 9:20 - 9:30       | 筋肉            | -                                              |
| 5            | 8月17日 9:20 - 9:30       | 心臓            | -                                              |
| 6            | 12月25日 9:20 - 9:30      | 脂肪            | -                                              |
| 7            | 12月26日 9:20 - 9:30      | 肺              | -                                              |
| 8            | 12月27日 9:20 - 9:30      | 脳              | -                                              |
| 9            | 12月28日 9:20 - 9:30      | 小腸            | -                                              |
| 10           | 2019年3月18日 9:00 - 9:10 | 血              | -                                              |
| 11           | 3月19日 9:00 - 9:10       | 肝臓            | -                                              |
| 12           | 3月20日 9:00 - 9:10       | 胃              | -                                              |
| 13           | 3月22日 9:00 - 9:10       | 赤ちゃん        | -                                              |
| 14           | 8月13日 9:20 - 9:30       | 目              | -                                              |
| 15           | 8月14日 9:20 - 9:30       | 耳              | -                                              |
| 16           | 8月15日 9:20 - 9:30       | 口              | -                                              |
| 17           | 8月16日 9:20 - 9:30       | 皮膚            | -                                              |
| 18           | 12月23日 9:40 - 9:50      | すい臓          | -                                              |
| 19           | 12月24日 9:40 - 9:50      | 鼻              | -                                              |
| 20           | 12月25日 9:40 - 9:50      | のど            | -                                              |
| 21           | 12月26日 9:40 - 9:50      | 下垂体          | -                                              |
| 22           | 12月27日 9:40 - 9:50      | DNA             | -                                              |
| 23           | 2020年3月23日 9:40 - 9:50 | 関節            | -                                              |
| 24           | 3月24日 9:40 - 9:50       | 神経            | -                                              |
| 25           | 3月25日 9:40 - 9:50       | 免疫            | -                                              |
| 26           | 3月27日 9:40 - 9:50       | 細胞            | -                                              |

### 山中伸弥「驚き!人体解明ヒストリー」
NHK総合テレビで放送された、国立科学博物館で行われている特別展「人体 〜神秘への挑戦〜」の紹介と、それにまつわるエピソードに触れる。当シリーズのレギュラー出演者が館内をまわり、都度、お笑いコンビのロッチが様々な偉人に扮しエピソードを紹介する。

#### 出演者（山中伸弥）
- タモリ
- 山中伸弥（京都大学iPS細胞研究所所長・教授）
- 久保田祐佳（NHKアナウンサー、ナレーション兼務）
- ロッチ（中岡創一・コカドケンタロウ）
- 立川志らく（ナレーション担当）
- 81プロデュース（声、ナレーション担当）

#### 主要スタッフ（山中伸弥）
- ディレクター：安元文章、平川敦士
- 制作統括：井上智広、浅井健博
- 制作協力：田辺エージェンシー
- 制作・著作：NHK

## 関連企画

### コンデラタロウ
当シリーズの若者層へのPRとして、臓器を擬人化しカラダの中の世界を学園ドラマ化したもの。臓器と高校生をシンクロさせ、カラダの中で起こっていることを高校生のやり取りに置き換えている。HP上で順次公開され、全5話で各話に予告編的な前編とメインの後編がある。NHK総合でも放送され、第4・5話は先行放送された。なお、NHK総合版では前編から後編へのフリの部分はカットされている。

#### 出演者（コンデラタロウ）
- 神永ジンコ（腎臓）：松井愛莉
- 白鳥のうみ（脳）：武田玲奈
  - A（血液脳関門）：月岡果穂
  - B（血液脳関門）：佐々木茜
  - C（血液脳関門）：中村綾乃
- 永山ちょうじ（腸）：中島健
- 佐山しほ（脂肪）：富田望生
- 田部しんぞう（心臓）：田中偉登
- 山本マスル（筋肉）：大内田悠平
- 久世ほね太（骨）：前田旺志郎

#### 配信リスト
| 話 | 公開日        | 放送日時                 | 後編へのフリ | 文化祭まで |
| -- | ------------- | ------------------------ | ------------ | ---------- |
| 1  | 2017年9月25日 | 2018年1月4日 2:57 - 3:08 | 神永ジンコ   | 45〜43日   |
| 2  | 9月30日       | 1月5日 2:26 - 2:36       | 永山ちょうじ | 40〜29日   |
| 3  | 11月2日       | 1月6日 2:50 - 3:02       | 佐山しほ     | 29〜14日   |
| 4  | 2018年1月7日  | 1月7日 1:40 - 2:06       | 白鳥のうみ   | 12〜3日    |
| 5  | 1月14日       | 1月7日 1:40 - 2:06       | 主要出演者   | 当日       |

#### 主要スタッフ（コンデラタロウ）
- 作：土城温美
- 演出：森田亮
- プロデューサー
  - 家富未央
  - ROBOT：大谷亮介、梶原富治、田村豊
- 制作統括：土屋勝裕
- 制作プロダクション：ROBOT
- 制作・著作：NHK

### 特別展
- 「人体 〜神秘への挑戦〜」（2018年3月13日 - 6月17日、国立科学博物館）[5]
  - 主催：国立科学博物館、NHK、NHKプロモーション、朝日新聞社
  - 音声ガイド・ナビゲーター：小島瑠璃子
- 「超人たちの人体」（2021年7月17日 - 9月5日、日本科学未来館）[6]
  - 主催：NHK、日本科学未来館

## 関連商品

### 書籍
- NHKスペシャル「人体」取材班編 『NHKスペシャル 人体 神秘の巨大ネットワーク 』（全4巻、東京書籍）[7]
  - 第1巻：プロローグ・第1集（2017年12月29日、ISBN 978-4-487-81095-6）
  - 第2巻：第2・3集（2018年3月28日、ISBN 978-4-487-81096-3）
  - 第3巻：第4・5集（2018年6月13日、ISBN 978-4-487-81097-0）
  - 第4巻：第6・7集（2018年7月30日、ISBN 978-4-487-81098-7）
  - 全4巻セット（2018年12月1日、ISBN 978-4-487-81100-7）
- 漫画でよめる! NHKスペシャル 人体-神秘の巨大ネットワーク-（講談社、絵：浅井しんご）
  - 1 メッセージ物質のひみつをさぐれ!（2018年4月1日、ISBN 978-4-062-21019-5）
  - 2 脂肪・筋肉・骨のひみつ!（2018年11月28日、ISBN 978-4-065-13723-9）
  - 3 免疫をつかさどる腸&脳と記憶のひみつ!（2019年3月20日、ISBN 978-4-065-14853-2）
- 山中伸弥 人体を語る（2019年1月11日、小学館、ISBN 978-4-778-03540-2）
- 人体 神秘の巨大ネットワーク 臓器たちは語り合う（丸山優二、2019年5月10日、NHK出版、ISBN 978-4-140-88587-1）

### 音楽
- NHKスペシャル「人体 神秘の巨大ネットワーク」オリジナル・サウンドトラック（川井憲次、2018年3月14日、バップ、VPCD-86167）

### 映像
- NHKスペシャル 人体 神秘の巨大ネットワーク（DVD&Blu-ray、2018年6月22日、NHKエンタープライズ）
  - プロローグ（DVD ASIN B07BJX494C、BOXには収録されない）
  - 第1集（DVD ASIN B07BK4RBTR、BD ASIN B07BJX11XJ）
  - 第2集（DVD ASIN B07BK56536、BD ASIN B07BJX4JPB）
  - 第3集（DVD ASIN B07BK62RN4、BD ASIN B07BJY8YDF）
  - 第4集（DVD ASIN B07BK782ZN、BD ASIN B07BJYFKYS）
  - 第5集（DVD ASIN B07BK7CC82、BD ASIN B07BK2JV9Q）
  - 第6集（DVD ASIN B07BK7V6S3、BD ASIN B07BK3SN6P）
  - 第7集（DVD ASIN B07BK7SWSY、BD ASIN B07BK48357）
  - BOX（DVD ASIN B07BK8CVJG、BD ASIN B07BK4KG68）